# 江良賢宣
江良 賢宣（えら かたのぶ）は、戦国時代の武将。初めは陶氏に仕え、防長経略以後は毛利氏の家臣となる。弟に同じく陶晴賢の重臣である江良房栄がいる。諱の「賢」の字は主君である陶晴賢からの偏諱と考えられている。

## 生涯

### 陶氏家臣時代
大内氏の重臣・陶氏の重臣である江良氏に生まれる。
周防国の都濃郡鹿野と佐波郡徳地を領し、鹿野の撒骨山砦を本拠地とした。居住地については、初めは周防国都濃郡大泉・金松に居住した後に下市に移り、その後は応永15年（1408年）に臨済宗南禅寺派の寺院として開山され戦国期は中絶していた龍雲寺を屋敷として使用していた。
天文22年（1553年）、陶晴賢の命を受けて安芸桜尾城の城番となり、毛利與三（後の奈古屋元堯）、毛利房広（河内守）、新里宮内少輔（後の坪井元政）、己斐直之らと共に防備を固めたが、翌天文23年（1554年）5月12日に毛利軍の熊谷信直の開城勧告により桜尾城を開城し、毛利與三や毛利房広と共に周防国に撤退した。
弘治元年（1555年）から始まる毛利氏による防長経略に際して、周防国都濃郡須々万の須々万沼城への援軍として江良主水正、伊香賀左衛門大夫、勝屋興久、狩野治部少輔らと共に派遣され、城督として城主の山崎興盛・隆次父子らと共に籠城する。この時、賢宣や山崎興盛・隆次父子、勝屋興久のように須々万やその近隣に居城を持つ在地領主が多かったが、自らの居城で毛利軍と戦った様子が無く、地の利を得て堅固な須々万沼城に集まって毛利軍に抗戦している。
弘治2年（1556年）9月には更に山口から須子下総守や三輪兵部丞らも来援し、毛利隆元や小早川隆景が率いる毛利軍に対して頑強に抵抗していたが、小早川隆景や乃美宗勝の調略を受けた賢宣らは弘治3年（1557年）3月3日に毛利氏に降伏し、開城した須々万沼城の守備を任された。なお、城主の山崎興盛・隆次父子は最後まで抵抗を試みていたが、賢宣らの降伏によりもはや抵抗が不可能と判断して降伏し、毛利元就による助命を断って自害した。

### 毛利氏家臣時代
弘治3年（1557年）3月に毛利氏に服属した賢宣は、自領である周防国都濃郡鹿野や佐波郡徳地も毛利氏に服属させ、毛利軍は陶氏の本拠地である若山城を落城させた。さらに、賢宣は毛利軍の先兵として山口に攻め入り、高嶺城と姫山城を陥落させている。
同年12月には対石見小笠原氏の前線である石見井原城に派遣され、毛利氏家臣である井原元造の補佐役を務める。
弘治3年（1557年）から永禄元年（1558年）頃に毛利隆元が小早川隆景に宛てた書状によると、賢宣は同族の江良神六と不仲であり、隆景が賢宣に肩入れしたことで、江良神六を引き立てようとする赤川元保と隆景の関係が悪化している。なお、毛利隆元は賢宣と神六の毛利氏に対する貢献度について、賢宣を高く評価する一方で、心掛けが悪く功を挙げていない江良神六を支持する赤川元保を非難している。
毛利氏に服属してからは毛利氏の直臣として活躍しており、永禄年間に陶氏の旧臣である野上久増、毛利房維、伊香賀賢卿、野上賢令、伊香賀房直が連署して陶氏旧臣の牢人救済を目的として石山本願寺と交渉しようとしているが、同じく陶氏旧臣である江良氏の人物は署名しておらず、毛利氏家臣としての地歩を固めつつあった江良氏は旧主家の再興運動に加わらず決別していたと考えられている。
また、後の天正11年（1583年）1月の時点で江良氏は一所衆を預けられる寄親となっていたが、毛利氏における寄親は譜代家臣が多くを占めており、大内氏旧臣では内藤氏、杉氏、仁保氏、冷泉氏、大庭氏などの例がある程度である。この事は、大内氏の時代には江良氏の主家である陶氏と同格に近かった内藤氏や杉氏と同じ立場に江良氏がなっていることを示しており、賢宣が毛利氏に服属して以降、毛利氏の直臣として一定の地位を築いていた証左と指摘されている。

### 立花山城の戦い
永禄11年（1568年）頃、桂元親や坂少輔三郎らと共に防衛のために赤間関に派遣され、翌永禄12年（1569年）には九州北部に出陣した。
永禄12年（1569年）10月、大友宗麟の後押しを受けて周防国吉敷郡秋穂に上陸した大内輝弘が山口に乱入して大内輝弘の乱が勃発すると、毛利元就の指示を受けた吉川元春と小早川隆景は、筑前国糟屋郡立花の立花山城を守る乃美宗勝、桂元重、坂元祐らを残し、10月15日夜に毛利軍主力を率いて大内輝弘討伐のため立花山城から撤退。
立花山城に残った毛利軍はその後1ヶ月余り大友軍による攻撃を持ちこたえ、大内輝弘とその与党が掃討されるのを見届けると、11月21日に開城し、戸次鑑連（立花道雪）らに城を明け渡した。この時の立花山城での籠城戦に賢宣も加わっていたが、討死している。
賢宣の討死によって、子の愛童（後の江良藤兵衛尉、江良弾正忠）が家督を相続し、同年12月11日に賢宣の忠節を賞賛した毛利輝元から金覆輪の太刀と銭1000疋を与えられた。
賢宣の墓としては、本拠地であった撒骨山砦の麓に賢宣の墓と伝えられる高さ1m余りの五輪塔があり、山口県周南市大字金峰菅蔵には江良賢宣と山崎興盛の墓と伝えられる墓がある。

## 逸話
- 山口県周南市須々万には、賢宣が防戦したことを由来とする「江良田」という地名が存在する[28]。